# Jens Worm Bruun
Jens Worm Bruun, född 18 april 1781 i Nykøbing i Odsherred, död 6 oktober 1836, var en dansk lärare och sångpedagog. 

## Biografi
Bruun föddes 1781 i Nykøbing i Odsherred. Han var son till prästen Jochum Gregersen Bruun och Bodil Catharine Bytzov. Fadern var styvson till professorn Jens Worm i Århus och modern var dotter till stiftsprosten H. C. Bytzov i Köpenhamn. Brunn var från 1793 till 1797 bosatt hos professorn och släktingen Johan Henrik Tauber i Roskilde. Han blev dimitterad till universitetet 1799 och studerade teologi och naturvetenskap. Från 1801 till 1803 var han stykkjunker vid kongliga artillerikandidat instituet och inspektorn underofficer. Brunn blev 1811 lärare vid de mosaiska friskolorna, samt flera institut i Köpenhamn. Från 1823 var han även sånglärare vid Søetatens Drengeskole och Normalskolen for indbyrdes undervisning. Brunn blev 1827 förstelärare vid Borgarskolan i Vor Frue Sogn i Århus. Han avled 1836.
Han instiftade det Pædagogiske Selskab 1820.
Han fick sitt namn efter språkforskaren professor Jens Worm, som var faderns styvfar. Bruun gjorde militär utbildning och blev löjtnant.  Brunn var ansedd som en stor uppfinnare, och ska ha uppfunnit psalmodikonet.mBruun utgav bland annat Den Lancasterske Skoleindretnings Historia (1820) och fler blad med Salmer i Ciffre.

### Familj
Bruun gifte sig 1813 med Juliane Hedevig Heber. Hon var yngsta dottern till artillerimajoren Heber.

### Översättningar
- 1826 – Davids förste Psalme (översättning av Boye).[2]
- 1834 – Om Jordens tiltagende Afstand fra Solen, Århus.

### Artiklar
- Nyeste Skilderie af Kjøbenhavn
  - 1817 – Geometri og mechanik, nummer 40.[2]
  - 1817 – Europas Orograhi og Hydrographi, nummer 90.[2]
  - 1818 – Mechanik og Chemi, nummer 24, 41, 48 och 69.[2]
  - 1820 – Mechanik og Chemi, nummer 71.[2]
  - 1825 – Regelret Choralsang.[2]
  - 1825 – Psalmodicon; Choralsang.[2]
  - 1826 – Gratis Underviisning i Sang efter Ziffre og Noder.[2]
  - 1827 – Claveerspilclasse, Harmonilaere for Börn.[2]
  - 1827 – Mere om Lgoers maerkelige Underviisningsmaade i Musiken.[2]
  - 1827 – Recension af Hentschhel, nummer 26 och 27.[2]